# Alma (Illinois)
Alma es una villa ubicada en el condado de Marion en el estado estadounidense de Illinois. En el Censo de 2010 tenía una población de 320 habitantes y una densidad poblacional de 114,51 personas por km².

## Geografía
Alma se encuentra ubicada en las coordenadas 38°43′23″N 88°54′43″O / 38.72306, -88.91194. Según la Oficina del Censo de los Estados Unidos, Alma tiene una superficie total de 2.79 km², de la cual 2.79 km² corresponden a tierra firme y (0%) 0 km² es agua.

## Demografía
Según el censo de 2010, había 320 personas residiendo en Alma. La densidad de población era de 114,51 hab./km². De los 320 habitantes, Alma estaba compuesto por el 99.38% blancos, el 0.31% eran afroamericanos, el 0.31% eran amerindios, el 0% eran asiáticos, el 0% eran isleños del Pacífico, el 0% eran de otras razas y el 0% pertenecían a dos o más razas. Del total de la población el 0% eran hispanos o latinos de cualquier raza.